# Witold Straus
Witold Straus (ur. 18 lutego 1932 w Warszawie, zm. 13 stycznia 2011 tamże) – polski historyk, tłumacz i działacz społeczny. 

## Życiorys
Pochodził z rodziny, która przybyła do Polski z Saksonii w II połowie XVIII wieku. Ukończył studia na Wydziale Historii Uniwersytetu Warszawskiego, a następnie pracował w Ministerstwie Kultury. W latach 60. XX wieku został powołany na stanowisko attaché ds. kultury w polskiej ambasadzie w Pradze. W roku 1968 został odwołany ze stanowiska za poparcie Praskiej Wiosny i powrócił do kraju, gdzie oddał się pracy społecznej. Wstąpił do Towarzystwa Przyjaciół Warszawy, a w roku 1973 został jednym z organizatorów Towarzystwa Opieki nad Zabytkami, którego był członkiem honorowym. 
W roku 1971 powrócił do Ministerstwa Kultury i Sztuki, gdzie pracował dziesięć lat. W roku 1981 był jednym z inicjatorów, a następnie członkiem i wiceprezesem Stowarzyszenia Tłumaczy Polskich. Wcześniej, w roku 1976 Witold Straus i Zygmunt Ciok, podczas spotkania Towarzystwa Przyjaciół Warszawy, złożyli propozycję powołania komisji, której celem byłaby opieka nad zabytkową substancją warszawskiego Cmentarza Ewangelicko-Augsburskiego. Prace komisji doprowadziły w roku 1984 do powołania Społecznego Komitetu Opieki nad Zabytkami Cmentarza Ewangelicko-Augsburskiego w Warszawie, którego był przewodniczącym od 1993 do 2009 roku. Równocześnie był jednym z organizatorów Społecznego Komitetu Opieki nad Starymi Powązkami, należał do Warszawskiej Rady Ochrony Dóbr Kultury oraz do Wojewódzkiej Komisji Konserwatorskiej. Pochowany na cmentarzu ewangelicko-augsburskim przy ulicy Młynarskiej (aleja 1, grób 15).

## Odznaczenia
Za ofiarną działalność społeczną był wielokrotnie odznaczany, m.in. Krzyżem Kawalerskim Orderu Odrodzenia Polski, Złotym Krzyżem Zasługi, Srebrnym Medalem „Zasłużony Kulturze Gloria Artis”, Złotą Odznaką „Za opiekę nad zabytkami”.